# 비가향 웜홀

이 피들러 게(키랄 개체)가 사는 공간인 뫼비우스 띠는 방향이 지정되지 않는다. 피들러 크랩은 완전히 순환할 때마다 자신의 거울 이미지로 바뀐다.

웜홀 이론에서 비가향 웜홀(영어: Non-orientable wormhole)은 통과하는 모든 것의 키랄성을 역전시키는 것처럼 보이는 웜홀 연결이다. 뫼비우스의 띠 또는 클라인 병을 구성하는 데 일반적으로 사용되는 "꼬인" 연결과 관련이 있다.
위상수학에서는 이러한 종류의 연결을 엘리스 손잡이라고 한다.

## 이론

### "정상" 웜홀 연결
매트 비서는 웜홀 기하학을 시각화하는 방법을 설명했다.
1. 공간의 "정상적인" 영역을 취한다.
2. 두 지역에서 구형 부피를 "수술로 제거"("시공간 수술")
3. 하나의 "누락된" 구형 부피에 진입하려는 선이 하나의 경계 표면을 만난 다음 다른 쪽에서 바깥쪽으로 계속되도록 두 개의 구형 가장자리를 연결한다.

이러한 지침은 간단해 보이지만 두 표면을 서로 사상 할 수 있는 위상수학적으로 구별되는 두 가지 방법이 있다. 하나의 웜홀 입에 지구 표면 지도를 그린다면 이 지도는 두 번째 입에 어떻게 나타날까?
"전통적인" 웜홀의 경우 한 표면이 다른 표면의 거울 이미지인 것처럼 반전된 두 번째 표면에서 점 네트워크가 표시된다. 어떤 의미에서 두 번째 입이 "다른 쪽에서" 본 동일한 지도의 관점을 우리에게 보여주고 있기 때문이다.

### "반전" 웜홀 연결
표면을 연결하는 다른 방법은 "연결 맵"이 양쪽 입에서 동일하게 나타나도록 한다.
이 구성은 통과하는 개체의 "손지기" 또는 "카이랄성"를 뒤집는다. 우주선 조종사가 앞 창 안쪽에 "IOTA"라는 단어를 쓰면 우주선의 코가 웜홀을 통과하고 우주선의 창이 표면과 교차할 때 유리를 통해 보는 다른 입의 관찰자는 떠오르는 우주선의 창에 같은 단어 "IOTA"가 쓰여 있다. 우주선이 통과하면 호기심 많은 구경꾼은 우주선 조종석 내부를 들여다보고 유리 안쪽에 쓰여진 것이 실제로 "ATOI"라는 것을 발견할 수 있다. 글씨의 손지기(와 우주선의 모든 부분 및 조종사)가 웜홀을 통과하면서 뒤집어졌다.

#### 이에 따른 결과들
왼손 나사산을 오른손 나사산으로, 왼손 장갑을 오른손 장갑으로 바꾸는 것뿐만 아니라 물체의 키랄성을 역전시키는 것은 일반적으로 전자기 전하의 부호를 역전시키는 아이디어와 관련이 있다. 시간이 역전된 전자 로 간주될 수 있지만 일반적으로 전자 노화로 간주될 수도 있지만 하나의 공간 차원이 반전된다. 통과할 수 있고 방향을 지정할 수 없는 웜홀의 존재는 물질을 반물질로 변환하거나 그 반대로 변환하는 것을 허용하는 것처럼 보인다.
이러한 "비가향" 연결 중 하나를 포함하는 우주는 입자가 "실제로" 물질인지 반물질인지에 대한 전역적 정의를 허용하지 않으며, 전하의 전역적 정의가 없는 이러한 종류의 우주는 연구 논문에서 "앨리스 유니버스"로 불린다.

## 앨리스 유니버스
이론물리학에서 엘리스 우주는 전하에 대한 전역적 정의가 없는 가상의 우주이다. 클라인 병이 닫힌 2차원 곡면인 것처럼 엘리스 우주는 닫힌 3차원 공간이다. 이름은 루이스 캐럴의 동화책 거울나라의 앨리스에 나오는 주인공을 참조한 것이다.
엘리스 유니버스는 임의의 두 지점 사이에 적어도 두 개의 위상적으로 구별되는 경로를 허용하는 것으로 볼 수 있으며, 하나의 연결(또는 "손잡이")이 "기존" 공간 연결로 선언되면 적어도 하나의 다른 연결은 비가향 웜홀 연결과 같은 것으로 여겨야 한다.
이 두 가지 연결이 이루어지면 주어진 입자가 물질인지 반물질인지 더 이상 정의할 수 없다. 입자는 한 경로를 따라 볼 때 전자로 나타나고 다른 경로를 따라 볼 때 양전자로 나타날 수 있다. 루이스 캐럴에 대한 또 다른 언급에서 크기는 있지만 지속적으로 식별할 수 있는 극성은 없는 전하가 문헌에서 체셔 전하로 언급된다. 이 고양이의 몸은 점점 희미해지고 사라지며 지속적인 성질은 미소뿐이었다. 기준 전하를 명목상 양전하로 정의하고 "정의되지 않은 전하" 입자와 함께 가져오면 두 입자가 한 경로를 따라 모이면 끌어당기고 다른 경로를 따라 모이면 밀어낼 수 있다. 엘리스 우주는 국소적인 경우를 제외하고 양전하와 음전하를 구별할 수 있는 능력을 상실한다. 이러한 이유로 앨리스 유니버스에서는 CP 위반이 불가능하다.
뫼비우스의 띠와 마찬가지로 일단 두 개의 뚜렷한 연결이 만들어지면 어떤 연결이 "정상"이고 어떤 것이 "반전"인지 더 이상 식별할 수 없다. 이 동작은 뫼비우스 띠의 작은 조각으로 종이의 양면 사이를 부분적으로 구분할 수 있지만 띠가 전체적으로 고려되면 구분이 사라지는 방식과 유사하다.

## 같이 보기
- 방향
- 거울 생명체

## 참고 문헌
- Michio Kaku and Jennifer Thompson, Beyond Einstein. pp178–190. (1995)
- Matt Visser, Lorentzian Wormholes: From Einstein to Hawking. § 20.3, 20.5. (1995)
- Kiskis, Joe (1978년 6월 15일). “Disconnected gauge groups and the global violation of charge conservation”. 《Physical Review D》 (American Physical Society (APS)) 17 (12): 3196–3202. Bibcode:1978PhRvD..17.3196K. doi:10.1103/physrevd.17.3196. ISSN 0556-2821.
- Schwarz, A.S. (1982). “Field theories with no local conservation of the electric charge”. 《Nuclear Physics B》 (Elsevier BV) 208 (1): 141–158. Bibcode:1982NuPhB.208..141S. doi:10.1016/0550-3213(82)90190-0. ISSN 0550-3213.
- McInnes, Brett (1997년 9월 1일). “Alice universes”. 《Classical and Quantum Gravity》 (IOP Publishing) 14 (9): 2527–2538. Bibcode:1997CQGra..14.2527M. doi:10.1088/0264-9381/14/9/010. ISSN 0264-9381. S2CID 250910804.
- 《The early universe and the cosmic microwave background : theory and observations》. Dordrecht: Kluwer Academic Publishers. 2003. 166–169쪽. ISBN 978-1-4020-1800-8.